# Wessele (Charkiw)
Wessele (ukrainisch Веселе; russisch Весёлое Wesjoloje) ist ein Dorf im Norden der ukrainischen Oblast Charkiw mit etwa 254 Einwohnern (2023).

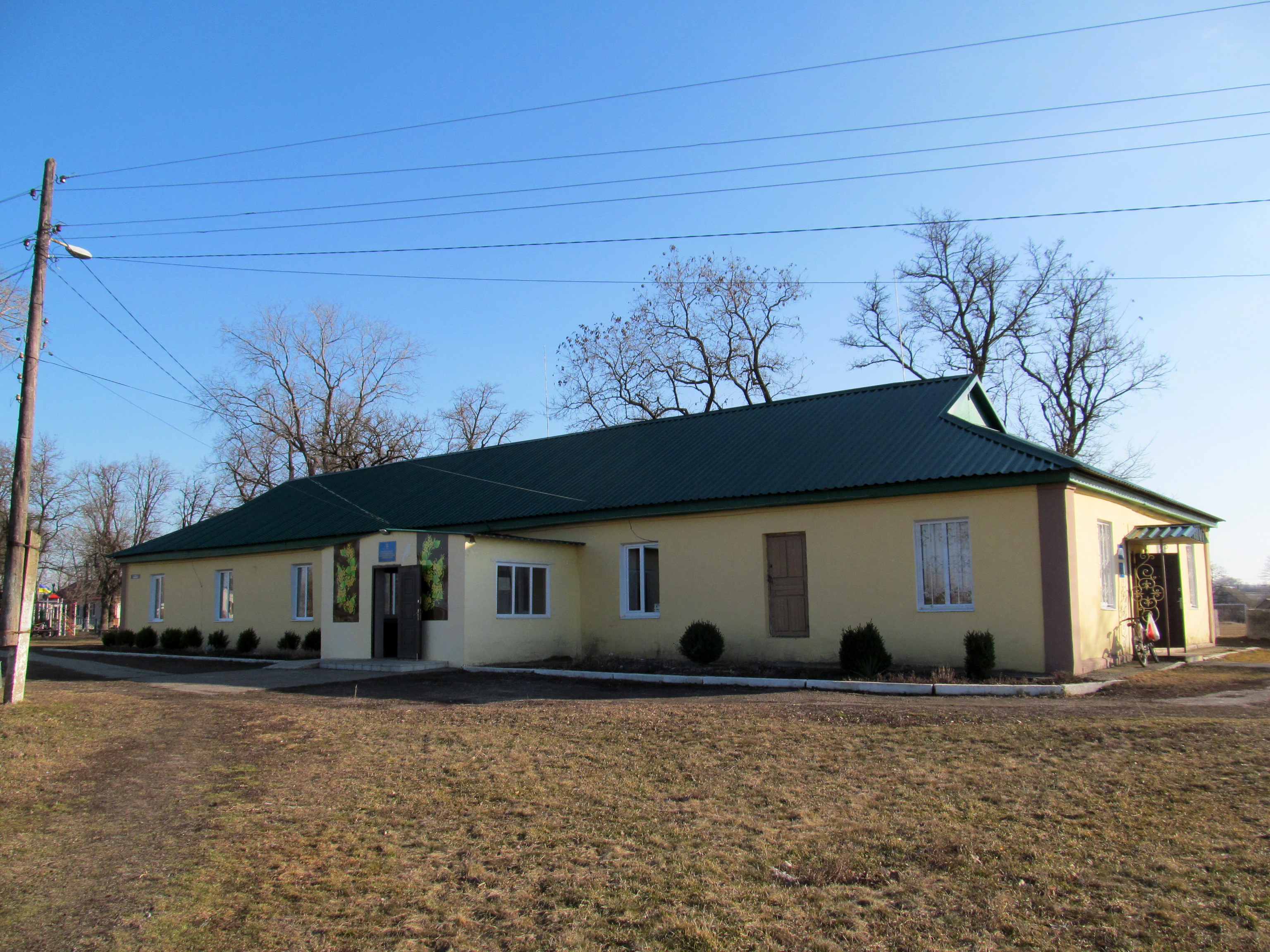
Kulturzentrum im Ort

Das 1732 erstmals erwähnte Dorf liegt am Ufer des zum 4 km² großen Murom-Stausee (Муромське водосховище/Muromske wodoschowyschtsche) angestauten Murom (Муром), einem 35 km langen Nebenfluss des Charkiw im Norden des Rajon Charkiw nahe der russisch-ukrainischen Grenze 40 km nordöstlich vom Oblastzentrum Charkiw.
Am 12. Juni 2020 wurde das Dorf ein Teil der neu gegründeten Landgemeinde Lypzi; bis dahin bildete es zusammen mit den Dörfern Neskutschne (Нескучне) und Selene (Зелене) sowie die Ansiedlung Male Wessele (Мале Веселе) die Landratsgemeinde Wessele (Веселівська сільська рада/Wesseliwska silska rada) im Nordosten des Rajons Charkiw.

## Persönlichkeiten
Im Dorf kam 1904 der ukrainische Maler und Grafiker Mychajlo Derehus zur Welt.